# Víctor Galíndez
Víctor Emilio Galíndez (Vedia, 2 novembre 1948 – Veinticinco de Mayo, 25 ottobre 1980) è stato un pugile argentino Campione del mondo dei pesi mediomassimi dal 1974 al 1978, e nel 1979. Di lui sono rimasti nella memoria gli incontri per il titolo mondiale con Mike Rossman e Marvin Johnson.

## La carriera

### Tra i dilettanti
Selezionato a rappresentare l'Argentina nei pesi superwelter alle Olimpiadi di Città del Messico del 1968, fu eliminato al primo turno dall'italiano Aldo Bentini.

### Tra i professionisti
Passò al professionismo nel 1969 e dopo numerosi incontri di rodaggio, conquistò il titolo argentino dei mediomassimi. Il 7 dicembre 1974, dopo il ritiro di Bob Foster, fu designato a combattere per il titolo mondiale WBA vacante dei pesi mediomassimi. Conquistò la cintura battendo a Buenos Aires per knock-out tecnico alla tredicesima ripresa lo statunitense Len Hutchins.
Galíndez difese vittoriosamente il titolo per ben dieci volte, combattendo anche in Italia per l'organizzazione di Rodolfo Sabbatini. Nel 1977, a Torino, raccolse la sfida dello statunitense Eddie Gregory vincendo con decisione unanime ma di solo 1-2 punti.
Il 15 settembre 1978, al Superdome di New Orleans, dopo quattro anni di vittorie, perse per la prima volta il titolo di fronte ai pugni dello statunitense Mike Rossman per knock-out tecnico alla tredicesima ripresa. Si riprese la cintura mondiale nella rivincita disputatasi nello stesso ring il 14 aprile 1979, per abbandono alla nona ripresa. La cedette definitivamente il 30 novembre successivo sotto i colpi di Marvin Johnson che lo mise KO all'undicesima ripresa.

### La tragica fine
Nel 1980 combatté un unico incontro, ad Anaheim, perdendo ai punti in 12 riprese da Jesse Burnett. Successivamente fu costretto al ritiro dal pugilato per il distacco di entrambe le retine. Il 25 ottobre dello stesso anno partecipò come copilota a una gara automobilistica, sport al quale si era dedicato dopo il ritiro. Poco dopo l'inizio della gara, Galíndez e il suo pilota Antonio Lizeviche ebbero un guasto meccanico e furono costretti a fermarsi sulla pista, per poi dirigersi a piedi verso i box, per poi essere investiti dall'auto di un altro concorrente e morire sul colpo.
La International Boxing Hall of Fame lo ha riconosciuto fra i più grandi pugili di ogni tempo. Nel 2002 la rivista The Ring lo ha collocato all'11º posto in una propria classifica dei migliori pesi mediomassimi della storia del pugilato.